# Gaisberg (Gemeinde Friesach)

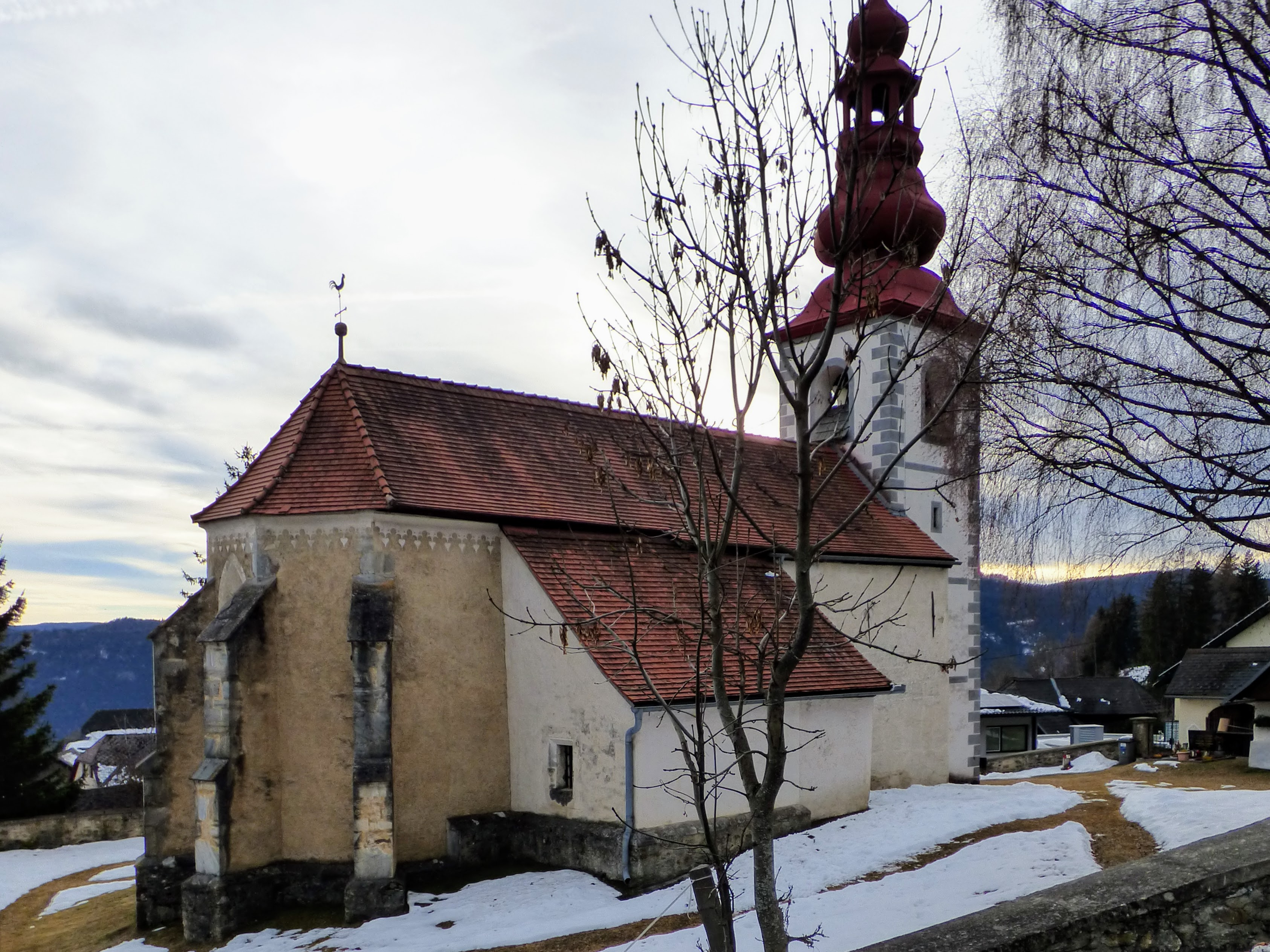
Pfarrkirche St. Georg, Gaisberg

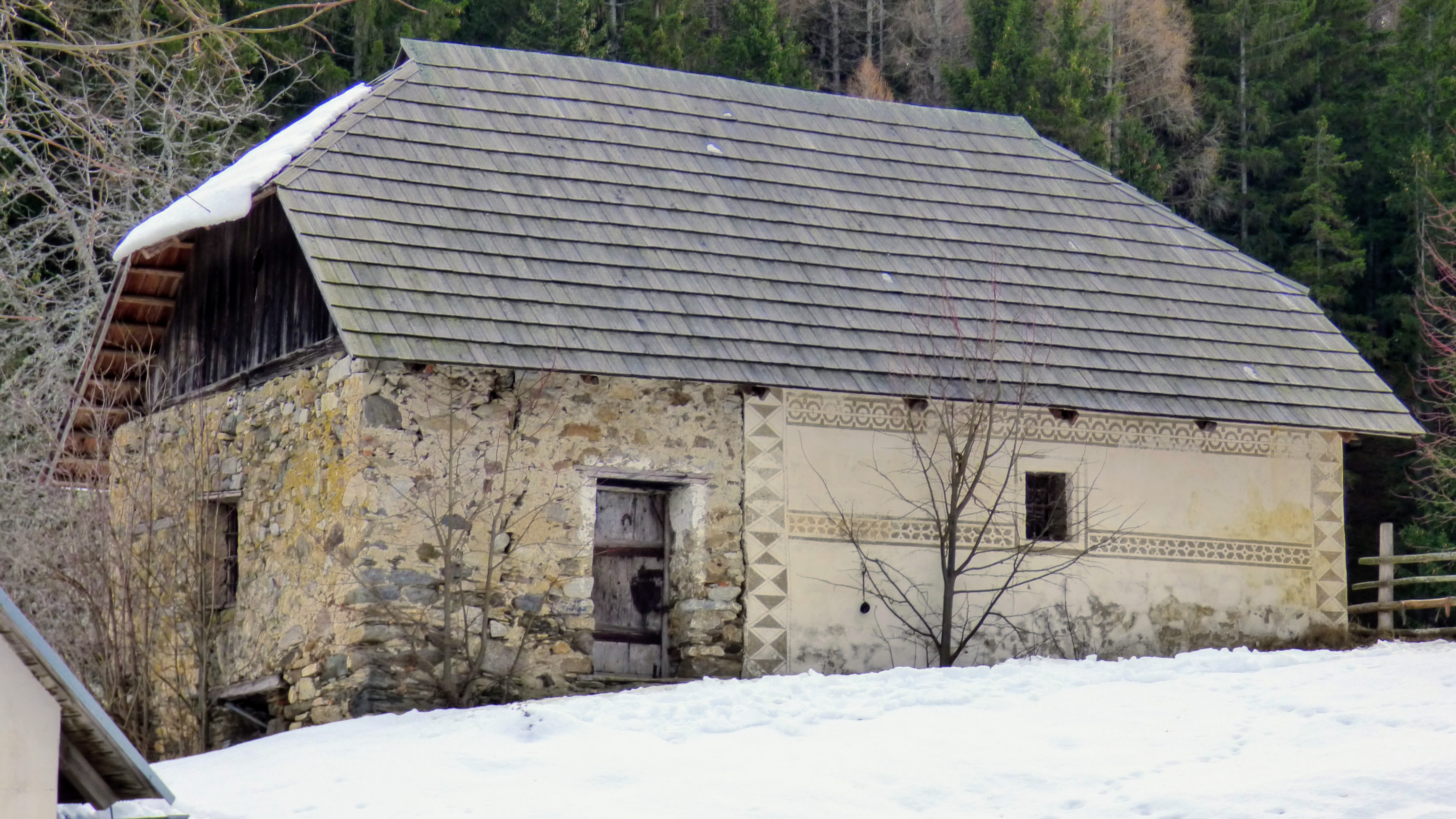
Mauerspeicher beim Lerchbaumerhof

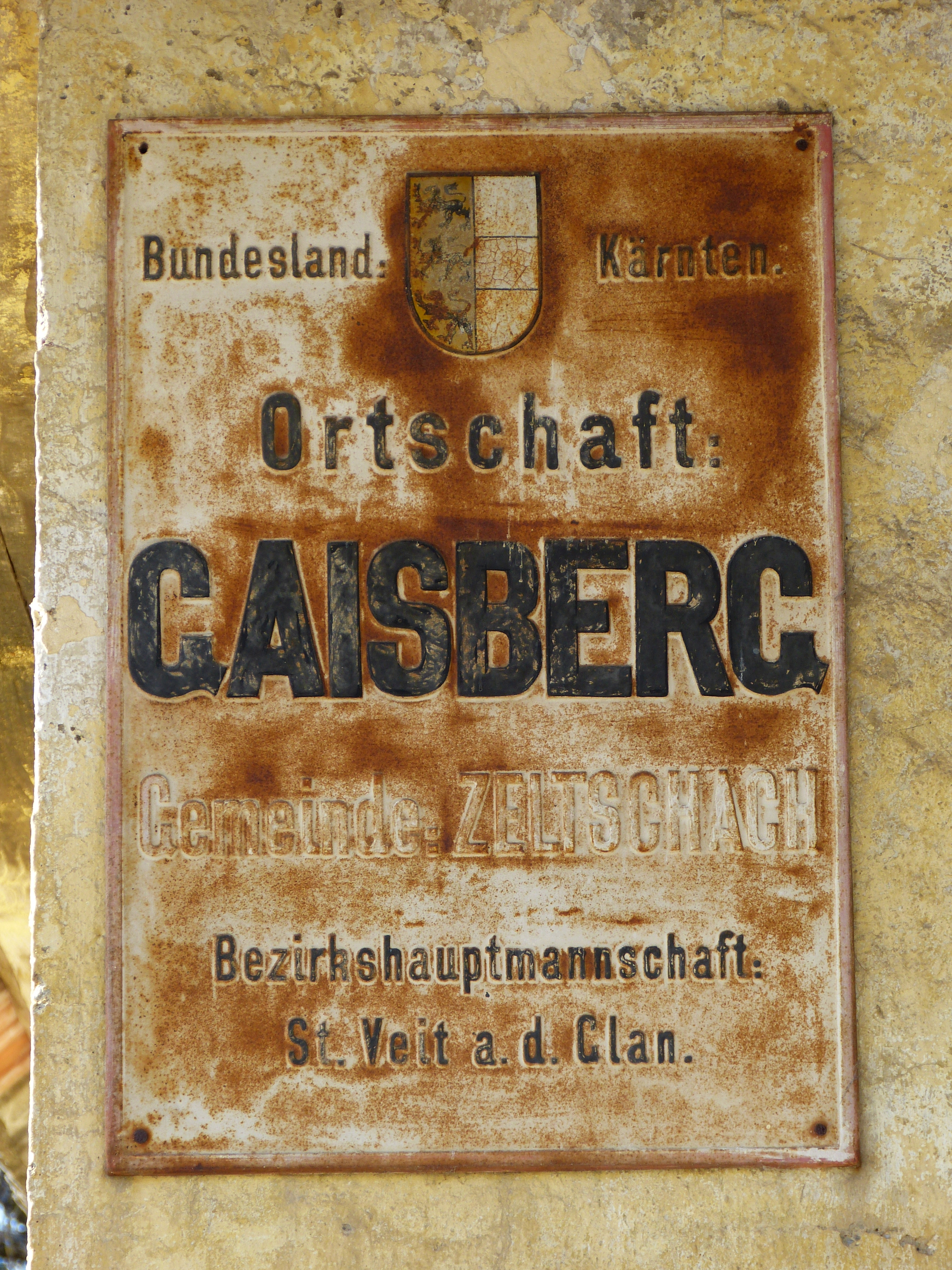
Ortschaftstafel

Gaisberg ist eine Ortschaft in der Gemeinde Friesach im Bezirk Sankt Veit an der Glan in Kärnten (Österreich). Die Ortschaft hat 75 Einwohner (Stand 1. Jänner 2024). Sie liegt auf dem Gebiet der Katastralgemeinde Zeltschach und der Katastralgemeinde Friesach.

## Lage
Gaisberg liegt im Norden des Bezirks Sankt Veit an der Glan, im Guttaringer Bergland, gut 2 km nördlich und mehr als 300 Höhenmeter oberhalb des Gemeindehauptorts Friesach. Die Ortschaft lieg großteils in der Katastralgemeinde Zeltschach, lediglich zwei in der zweiten Hälfte des 20. Jahrhunderts am südlichen Ortsrand errichtete Häuser liegen in der Katastralgemeinde Friesach.
Im Ort werden folgende Hofnamen geführt: Putzengut/Putz (Haus Nr. 1 und 2; ½ km westlich des Pfarrweilers), Binder (Nr. 3), Amtmeier (Nr. 4), Reiter (Nr. 5), Ernst (Nr. 7), Gruscher (Nr. 8), Riefenkas (Nr. 10), Ofner/Offner (Nr. 11, nördlich oberhalb des Pfarrweilers) und Lerchbaumer (Nr. 12, knapp 1 km südöstlich des Pfarrweilers).

## Geschichte
1283 wird die Pfarrkirche St. Georg urkundlich genannt. Der Ort befindet sich in einem alten Eisenbergbaugebiet.
Auf dem Gebiet der Steuergemeinde Zeltschach liegend, gehörte Gaisberg in der ersten Hälfte des 19. Jahrhunderts zum Steuerbezirk Dürnstein. Bei Gründung der Ortsgemeinden im Zuge der Reformen Mitte des 19. Jahrhunderts kam Gaisberg an die Gemeinde Friesach. 1890 spaltete sich die Gemeinde Zeltschach von der Gemeinde Friesach ab, Gaisberg gehörte dadurch zur Gemeinde Zeltschach. Mit Jahreswechsel 1972/73 kam Zeltschach samt Gaisberg wieder an die Gemeinde Friesach; um diese Zeit dehnte sich der Ort nach Süden bis auf den Rand der Katastralgemeinde Friesach aus.

## Bevölkerungsentwicklung
Für die Ortschaft zählte man folgende Einwohnerzahlen:
- 1869: 18 Häuser, 98 Einwohner[2]
- 1880: 17 Häuser, 104 Einwohner[3]
- 1890: 15 Häuser, 105 Einwohner[4]
- 1900: 12 Häuser, 88 Einwohner[5]
- 1910: 13 Häuser, 71 Einwohner[6]
- 1923: 12 Häuser, 86 Einwohner[7]
- 1934: 91 Einwohner[8]
- 1961: 11 Häuser, 74 Einwohner[9]
- 2001: 13 Gebäude (davon 13 mit Hauptwohnsitz) mit 16 Wohnungen; 72 Einwohner und 2 Nebenwohnsitzfälle; 16 Haushalte; 2 Arbeitsstätten, 9 land- und forstwirtschaftliche Betriebe[10]
- 2011: 16 Gebäude, 88 Einwohner, 18 Haushalte, 2 Arbeitsstätten[11]
- 2021: 18 Gebäude, 76 Einwohner, 16 Haushalte, 6 Arbeitsstätten[12]